# 아 프리오리와 아 포스테리오리
라틴어 구 아 프리오리(라틴어: A priori "앞에서부터")와 아 포스테리오리(라틴어:  A posteriori "뒤에서부터")는 철학의 역사에서 가장 영향력있는 작품 중 하나인, 임마누엘 칸트의 《순수 이성 비판》 (1781년 초판, 1781년 제2판)에 의해 대중화된 철학적 예술 용어이다. 하지만, 기원전 300년의 에우클레이데스의, 정확한 사고 모델로 근대 유럽의 초기 기간 동안 널리 여겨진 저작인 《원론》의 라틴어 번역에서 라틴어의 형태로 나타난다.
이러한 용어는 추론(인식론)과 관련하여, 감각적 경험에 기초한 결론과, 제1 전제(즉, 감각적 경험 전에 반드시 와야 하는 것)로부터 도출된 결론을 구분하기 위하여 사용된다.
- "아 프리오리"(A priori)한 지식이나 정당화는 수학(3+2=5)이나 유의어 반복(tautology, 모든 총각은 미혼이다.), 순수 이성으로부터의 연역(존재론적 증명)과 같이 경험으로부터 독립적이다.
- "아 포스테리오리"(A posteriori)한 지식이나 정당화는 과학적 지식과 개인적인 지식과 같이 이성만으로는 알 수 없는 경험적 사실(an empirical fact unknowable by reason alone)이나 경험적 증거에 의존적이다.

## 같이 보기
- 귀추법
- 아 프리오리 확률
- 우연
- 연역
- 귀납
- 타불라 라사

## 참고 도서
- Descartes, René (1641).  In Cottingham;  외., 편집. 《Meditationes de prima philosophia, in qua Dei existentia et animæ immortalitas demonstratur》 [Meditations on First Philosophy]. 2013년 7월 15일에 원본 문서에서 보존된 문서. 2016년 1월 1일에 확인함.
- Descartes, René (1984). 《The Philosophical Writings of Descartes》 2. Cambridge, UK: Cambridge University Press. ISBN 978-0521288088.
- Fodor, Jerry (2004년 10월 21일). 《Water's Water Everywhere》. 《London Review of Books》 26..
- Greenberg, Robert (2001). 《Kant's Theory of a Priori Knowledge》. University Park, PA: Penn State Press. ISBN 978-0271020839. 2006년 9월 1일에 원본 문서에서 보존된 문서. 2016년 1월 1일에 확인함.
- Heisenberg, Werner (2007) [1958]. 《Physics and Philosophy: The Revolution in Modern Science》. New York, NY: Harper Perennial Modern Classics. 76–92쪽. ISBN 978-0061209192.
- Hume, David (2008) [1777].  Millican, Peter, 편집. 《An Enquiry concerning Human Understanding》. Oxford, UK: Oxford university Press. ISBN 978-0199549900. 2008년 10월 7일에 원본 문서에서 보존된 문서. 2016년 1월 1일에 확인함.
- Jenkins, C. S. (May 2008). “A Priori Knowledge: Debates and Developments”. 《Philosophy Compass》 3 (3): 436–450. doi:10.1111/j.1747-9991.2008.00136.x. 2013년 1월 5일에 원본 문서에서 보존된 문서. 2016년 1월 1일에 확인함.
- Kant, Immanuel (1783). 《Prolegomena zu einer jeden künftigen Metaphysik》 [Prolegomena to any Future Metaphysics]. 2000년 8월 31일에 원본 문서에서 보존된 문서. 2000년 8월 31일에 확인함.
- Kripke, Saul (2013) [1972]. 〈Naming and Necessity〉. 《Semantics of Natural Language》. Synthese Library 2판. Springer. ISBN 978-9027703101.
- Leibniz, Gottfried (1976) [1714]. 〈Monadology〉.   Loemker, Leroy E. 《Philosophical Papers and Letters: A Selection》. Synthese Historical Library 2 2판. Dordrecht: Kluwer Academic Publishers. ISBN 978-9027706935. 2015년 11월 17일에 원본 문서에서 보존된 문서. 2016년 1월 1일에 확인함.
- Locke, John (1689).  Nidditch, Peter H., 편집. 《An Essay Concerning Human Understanding》. Clarendon Edition of the Works of John Locke. Oxford, UK: Oxford University Press. ISBN 978-0198245957. 2006년 8월 29일에 원본 문서에서 보존된 문서. 2006년 8월 29일에 확인함.
- Palmquist, Stephen (September 1987). “A Priori Knowledge in Perspective: (I) Mathematics, Method and Pure Intuition”. 《The Review of Metaphysics》 41 (1): 3–22.
- Plato (1997) [380 B.C.]. 〈Meno〉.   Cooper, John M.; Hutchinson, D. S. 《Plato: Complete Works》. Indianapolis, IN: Hackett Publishing Co. ISBN 978-0872203495.